# Ослобађање (филм)
Ослобађање (енгл. Deliverance) је амерички драмски трилер филм из 1972. године, режисера Џона Бурмана, са Бертом Рејнолдсом, Џоном Војтом, Недом Битијем и Рони Коксом у главним улогама, при чему је последњој двојици ово био први пут у играном филму. Сценарио је адаптирао Џејмс Дики по сопственом истоименом роману из 1970. године.
Филм говори о четворици релативно добростојећих мушкараца из великог града, који одлазе на викенд излет кануом низ реку, у планинској дивљини северне Џорџије, која би ускоро требало да буде поплављена због изградње хидроелектране. Радња показује како се тамо суочавају са сиромашним, необразованим и све непријатељски настројенијим становницима и како низ малих инцидената ескалира у застрашујуће насилан сукоб, приморавајући их да искористе све своје вештине, али и да одбаце „цивилизоване” скрупуле како би покушали да преживе.
Упркос скромном буџету, филм је постигао велики успех код критике и публике, а номинован је за три награде Оскар (најбољи филм, најбоља режија и најбоља монтажа) и пет награда Златни глобус. Такође, велику популарност је постигла и песма „Дуел са бенџом”.

## Радња филма
Четири градска мушкарца који себе замишљају као храбри, а заправо су очајно лоши освајачи природе, одлучују да крену на путовање у два кануа, дуж једне од река државе Џорџије на Апалачима. Ово подручје ће ускоро бити поплављено, а на његовом месту ће се појавити резервоар, па се јунацима пружа прилика да последњи пут погледају ова живописна места. Они траже од мештана да одвезу своје аутомобиле до најближег града низводно и почну пут.
Другог дана брза струја реке привремено раздваја пријатеље у два пара. Током заустављања у обалској шуми, Ед и Боби неочекивано наилазе на два агресивна мештана, од којих је један наоружан пиштољем. Ед је везан за дрво, а Боби је силован. Луис и Дру убрзо сустижу своје пријатеље и сведоче о нехуманом третману који имају од брђана. Луис убија једног од нападача луком док други бежи. Сада су четворица пријатеља суочени са дилемом: обавестити полицију о томе шта се догодило или тајно закопати леш и понашати се као да се ништа није догодило. Као резултат жестоких спорова, пријатељи на крају одлучују да сакрију оно што се догодило од правде. Закопавају леш и настављају низ реку.
Дру, једини од четворице који је заговарао одлазак у полицију, седи у чамцу потиштен и не носи прслук за спасавање. Убрзо, на једном од опасних брзака, он пада у воду, а онда се оба кануа преврћу, а један од њих се распада. Струја доводи пријатеље и њихове ствари у клисуру са мирном водом. Луис има отворену рану на сломљеној нози, док су Ед и Боби неповређени, али Друа нема нигде и највероватније је мртав. Луис каже да је Дру убијен са литице изнад јаруге. Под претпоставком да их прати друг убијеног брђанина, пријатељи одлучују да преноће у клисури. Ед се луком пење на стену, где у дуелу убија човека са пушком, не знајући да ли је то исти брђанин. Он и Боби бацају његов леш у воду, везујући камење за њега. Затим тројица пријатеља настављају низводно. На путу проналазе Друов леш, који такође потапају јер не би могли да објасне полицији да је на Друовом телу била прострелна рана.
По доласку у град, пријатељи се лече и одговарају на питања полиције. Да би спречили полицију да почне да тражи узводно, они им показују локацију у близини града као место несреће. Међутим, полиција изнад ове локације проналази остатке кануа, што их чини сумњивим. Осим тога, недавно је у шуми нестао и зет локалног полицајца. Међутим, због недостатка директних доказа, полиција мора да прихвати њихову верзију. Одлазе кући, али Ед има ноћну мору о томе како се рука плутајућег леша појављује на површини воде.

## Улоге
| Глумац          | Улога           |
| --------------- | --------------- |
| Џон Војт        | Ед Џентри       |
| Берт Рејнолдс   | Луис Медлок     |
| Нед Бејти       | Боби Трип       |
| Рони Кокс       | Дру Болинџер    |
| Ед Рејми        | Старац          |
| Били Реден      | Лони            |
| Бил Макини      | Планински човек |
| Симон Глас      | Гринер # 1      |
| Рандал Дил      | Гринер # 2      |
| Херберт Кауард  | Човек без зуба  |
| Џејмс Дики      | Шериф Булард    |
| Мејкон Мекалман | заменик Квин    |
| Белинда Бејти   | Марта Џентри    |
| Чарли Бурман    | Чарли Џентри    |